# Грабченко Антон Мартинович
Антон Мартинович Грабченко (*9 червня1894 — †14 травня1931) — підполковник Армії УНР.
Народився у м. Кам'янець-Подільський, Брав участь у Першій світовій війні. Останнє звання у російській армії — поручик.
На службі в Армії УНР з 1918 р. У 1920–1923 рр. — старшина штабу 7-ї бригади 3-ї Залізної дивізії Армії УНР.
У міжвоєнний період служив у Війську Польському за контрактом у званні капітана. 
Помер 14 травня 1931, похований на Повонзківському цвинтарі у Варшаві.